# Erichsonia dentifrons
Erichsonia dentifrons är en skalbaggsart som beskrevs av John Obadiah Westwood 1849. Erichsonia dentifrons ingår i släktet Erichsonia och familjen långhorningar.
Artens utbredningsområde är:
- Belize.
- El Salvador.
- Guatemala.
- Honduras.

Inga underarter finns listade i Catalogue of Life.